# Schelde (slægt)
Slægten Schelde er en dansk landmandsslægt, der stammer fra Harte Sogn, hvor den kan spores tilbage til 1573, hvor selvejerbonde Peder Schield ejede Bangaard. Slægtsnavnet Schelde har haft flere forskellige stavemåder gennem tiden, f.eks. Schield, Skielde og Skelde. Hvorfra navnet stammer vides ikke, men der findes flere forskellige teorier om dets oprindelse. En teori går ud på, at navnet stammer fra byen Skelde på Broagerland ved Als, som på tysk staves "Schelde". Længere tilbage i tiden, hvor navnet stavedes Skelde, har man formentlig fortysket navnet, så det dermed er blevet til Schelde. En anden teori går ud på, at en hollandsk soldat strandede ude for den jyske vestkyst og gik i land. 
Navnet stavedes Schelde siden 1701, hvor Niels Pedersen Schelde blev født.